# Martín García (urugwajski piłkarz)
Martín Adrián „Tato” García Curbelo (ur. 26 marca 1976 w Pando) – urugwajski piłkarz występujący na pozycji napastnika, trener piłkarski, od 2025 roku prowadzi gwatemalską Achuapę.